# Robert Pattai
Robert Pattai (9. srpna 1846 Štýrský Hradec – 30. září 1920 Vídeň) byl rakouský právník a křesťansko sociální politik, na přelomu 19. a 20. století poslanec Říšské rady a předseda Poslanecké sněmovny Říšské rady.

## Biografie
Studoval na technické vysoké škole v rodném Štýrském Hradci, potom absolvoval právní fakultu na univerzitě. Roku 1872 získal titul doktora práv. V letech 1876–1903 působil ve Vídni jako advokát. V roce 1901 se stal členem Říšského soudu. Angažoval se i politicky. Byl antisemitsky orientován (získal přezívku salonní antisemita). Zpočátku byl stoupencem všeněmeckého hnutí okolo Georga von Schönerera, brzy se ale přiklonil ke Křesťansko sociální straně Rakouska, v které patřil mezi její hlavní politiky. V letech 1899–1915 byl poslancem Dolnorakouského zemského sněmu.
V letech 1909–1911 zastával funkci předsedy Poslanecké sněmovny Říšské rady. Díky svým hlubokým znalostem v oblasti techniky i práva byl členem mnoha parlamentních výborů a podílel se na znění četných zákonů. Angažoval se v rozvoji železniční sítě. Po porážce křesťanských sociálů ve volbách do Říšské rady roku 1911 již se v politice výrazněji neexponoval. V roce 1917 se ovšem stal členem Panské sněmovny (horní, nevolená komora Říšské rady).
Na konci 19. století se zapojil i do celostátní politiky. Ve volbách do Říšské rady roku 1885 získal mandát v Říšské radě (celostátní zákonodárný sbor) v městské kurii, obvod Vídeň, VI. okres. Za týž obvod uspěl i ve volbách do Říšské rady roku 1891, volbách do Říšské rady roku 1897 a volbách do Říšské rady roku 1901. Mandát obhájil i ve volbách do Říšské rady roku 1907, konaných poprvé podle všeobecného a rovného volebního práva, za obvod Dolní Rakousy 13. Profesně byl k roku 1907 uváděn jako člen zemského výboru.
V roce 1890 se uvádí jako poslanec bez klubové příslušnosti, ovšem s poznámkou, že náleží do skupiny antisemitů. Z hlediska klubové příslušnosti se k roku 1909 uvádí jako člen klubu Křesťansko-sociální sjednocení.